# 異燈魚
异灯鱼（学名：Idiolychnus urolampus）为輻鰭魚綱燈籠魚目灯笼鱼科。分布于印度太平洋區，包括日本、夏威夷群島及馬達加斯加等海域，為深海魚類，棲息深度124-582公尺，體長可達11公分。